# Estadio Olímpico de Múnich
El Estadio Olímpico de Múnich (en alemán: Olympiastadion München) es un estadio olímpico ubicado en la ciudad de Múnich, capital del estado de Baviera al sur de Alemania.
Se construyó para albergar los Juegos Olímpicos de Múnich 1972, y con posterioridad fue sede de la Copa Mundial de Fútbol de 1974 y de la Eurocopa 1988.
Hasta la construcción del Allianz Arena en 2005, en el Estadio Olímpico disputaban sus partidos como local el Bayern Múnich y el TSV Múnich 1860. El autor del estadio, con su característica cubierta textil de PMMA, fue Frei Otto.
Es el tercero de los estadios que albergaron los dos eventos deportivos más importantes del mundo, los Juegos Olímpicos y la Copa Mundial de Fútbol. En ambas ocasiones como escenario principal, en la ceremonia de inauguración de la justa veraniega y de la final del certamen futbolístico, un hito que comparte con seis inmuebles más.
El estadio se usa para otras competiciones deportivas, varios de ellos sobre nieve. Asimismo, el Deutsche Tourenwagen Masters, el principal torneo de automovilismo de Alemania, disputa desde el año 2010 el Showevent Olympiastadion München, un evento fuera de campeonato donde todos los pilotos de la categoría se enfrentan en un circuito pavimentado al estilo de la Carrera de Campeones.

## Eventos

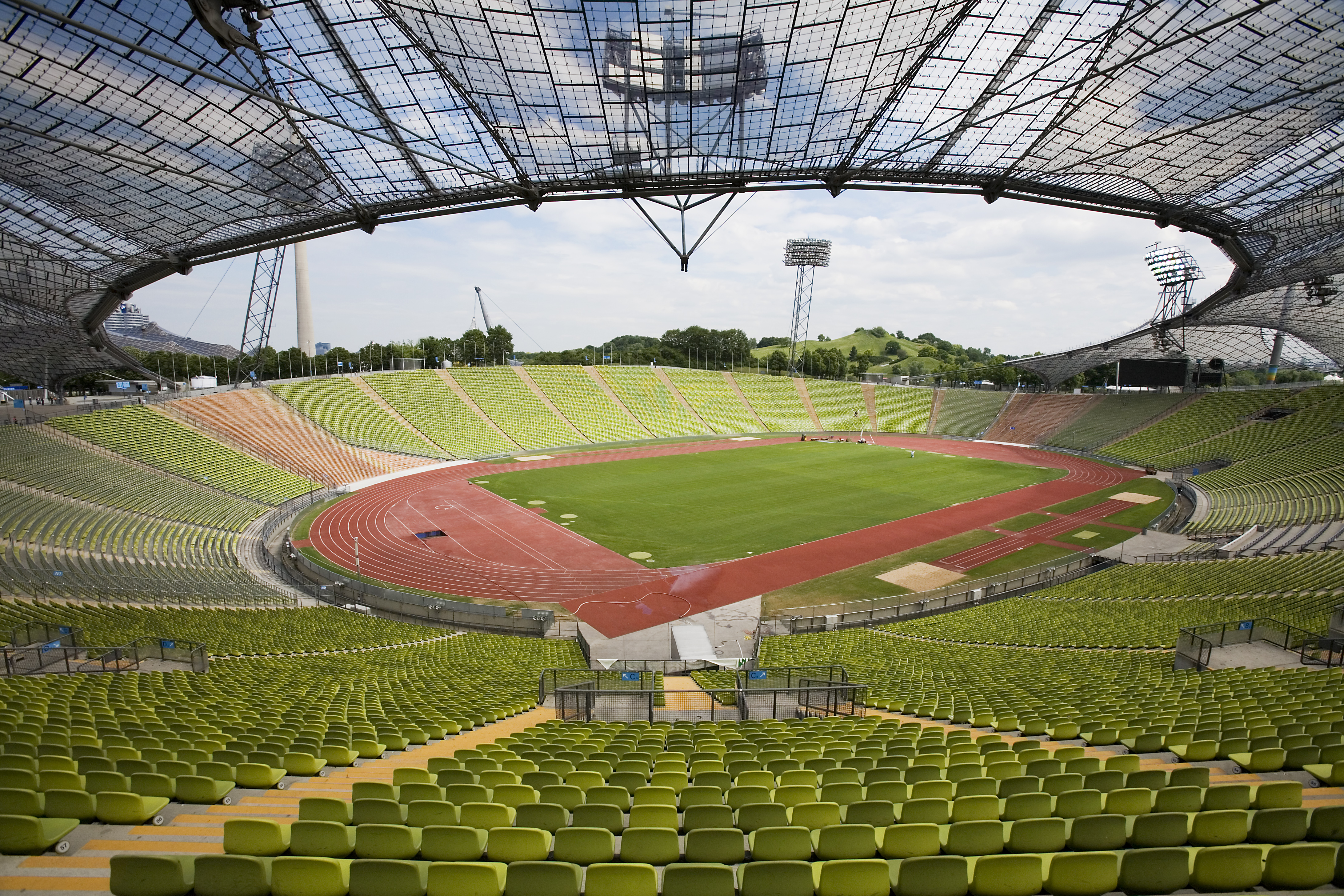
Interior del estadio.

### Copa Mundial de Fútbol de 1974
En el Estadio Olímpico de Múnich se jugaron cinco partidos de la Copa Mundial de Fútbol de 1974 incluido el partido por el tercer puesto, entre Polonia y Brasil, y la final del Mundial entre Alemania Occidental y Holanda.
| Fecha               | Selección #1 | Resultado | Selección #2     | Ronda                 | Espectadores |
| ------------------- | ------------ | --------- | ---------------- | --------------------- | ------------ |
| 15 de junio de 1974 | Haití        | 1–3       | Italia           | Primera fase, Grupo 4 | 51 100       |
| 19 de junio de 1974 | Haití        | 0–7       | Polonia          | Primera fase, Grupo 4 | 23 400       |
| 23 de junio de 1974 | Argentina    | 4–1       | Haití            | Primera fase, Grupo 4 | 24 000       |
| 6 de julio de 1974  | Brasil       | 0–1       | Polonia          | Tercer puesto         | 74 100       |
| 7 de julio de 1974  | Países Bajos | 1–2       | Alemania Federal | Final                 | 75 200       |

### Eurocopa 1988
El Estadio Olímpico de Múnich solo albergó dos partidos de la Eurocopa 1988.

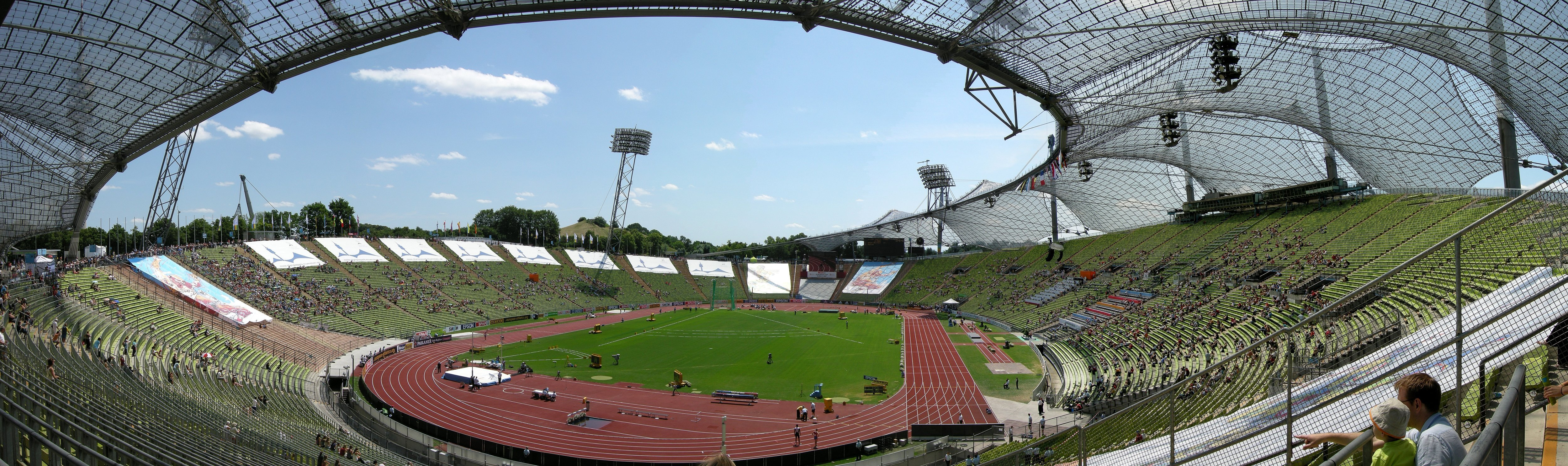
Panorámica del estadio.

| Fecha               | Selección #1     | Resultado | Selección #2 | Ronda                 | Espectadores |
| ------------------- | ---------------- | --------- | ------------ | --------------------- | ------------ |
| 17 de junio de 1988 | Alemania Federal | 2–0       | España       | Primera fase, Grupo A | 72 308       |
| 25 de junio de 1988 | Unión Soviética  | 0–2       | Países Bajos | Final                 | 72 308       |